# Cyclosorus pozoi
Cyclosorus pozoi là một loài thực vật có mạch trong họ Thelypteridaceae. Loài này được (Lag.) C.M. Kuo mô tả khoa học đầu tiên năm 2002.